# Поштова площа (станція метро)
50°27′33″ пн. ш. 30°31′32″ сх. д. / 50.45917° пн. ш. 30.52556° сх. д.
«Пошто́ва пло́ща» — 16-та станція Київського метрополітену. Розташована на Оболонсько-Теремківській лінії між станціями «Контрактова площа» та «Майдан Незалежності». Відкрита 17 грудня 1976 року. Назва походить від однойменної площі, де розташована станція.

## Опис
Під час будівництва станція була повністю виконана в річковій тематиці — на стінах виклали блакитну, як вода, плитку (наразі замінена бежевою), а на вітражі можна побачити не лише могутню річку Дніпро, яка поділяє Київ на лівий і правий береги, а й силуети міських будівель та дзвіницю Лаври. У вестибюлі станції розміщена крилата шістка птахів, яка виготовлена за ескізами художниці Ірини Левитської майже 50 років тому.
Конструкція станції — колонна трипрогінна мілкого закладення з острівною платформою.
Колійний розвиток: станція без колійного розвитку
Проєктна назва станції — «Річковий вокзал». Архітектура станції до реконструкції в цілому та в деталях відповідала проєктній назві. Облицювання колійних стін було блакитною керамічною плиткою, білі мармурові колони з майоліковими вставками, світильники у кесонах перекриття у формі якорів та вітраж у торці станції — все це підкреслює, що пасажир знаходиться біля Дніпра. Художні композиції, розташовані в центрі колійних стін, виконані в техніці карбування по міді та присвячені темі «Шлях від Дніпра на князівську гору». На них зображені Дніпро, фортечні стіни княжого граду, а між ними — глинобитні та дерев'яні будиночки на Подолі, давня річка Глибочиця, природна гавань під час впадання річки Почайни у Дніпро. Художники продовжили тему Славутича, тему стародавнього шляху «з варягів у греки», втілену в мозаїчному панно річкового вокзалу. Після ремонту, колійні стіни були облицьовані не блакитною, а жовтуватою плиткою, світильники були замінені на загальнопромислові з люмінесцентними лампами. Художнім оформленням станції займалася талановита українська художниця Ірина Левитська. Її вітраж з кольорового скла під назвою «Дніпро» є можливість побачити у торці платформи. Звужена посадкова платформа є наслідком несприятливих умов будівництва по вулиці Петра Сагайдачного та незначного пасажиропотоку.
Своєрідне світлотехнічне рішення центрального залу платформи: світлові поперечні лінії, виконані з опалового оргскла складної форми з накладками, з литих алюмінієвих кілець, заглиблюючись у перспективу, створювали враження суцільної площини, що світиться, і асоціюються то з рибальськими сітками, то з чайками і хвилями Дніпра. Після пожежі на станції «Осокорки» у березні 2012 року на «Поштовій площі» було демонтовано пластикову обшивку світильників, яка виявилася пожежонебезпечною.
Підземний вестибюль і виходи з нього розміщені на площі, яка зберегла стару назву, біля будинку колишньої поштової станції. Станція має один вихід, сполучений з підземним переходом на вулиці Володимирський узвіз. Наземний вестибюль відсутній. Два виходи з підземного переходу: один — з боку Річкового вокзалу (закритий на час реконструкції площі), спорудженого у 1961 році, другий — з боку фунікулера, збудованого у 1902–1905 роках для сполучення Верхнього міста з Подолом.
Єдина станція лінії, що немає своєї суміщеної тягово-знижувальної підстанції, а лише трансформаторну (для освітлення і т. ін.)
У 2013 році була проведена заміна кахельної плитки на колійних стінах станції.

## Пасажиропотік
| Рік                           | 2009 | 2011 | 2012 | 2013 | 2014 | 2015 | 2016 | 2017 | 2018 |
| ----------------------------- | ---- | ---- | ---- | ---- | ---- | ---- | ---- | ---- | ---- |
| Пасажиропотік, тис. осіб/добу | 11,2 | 11,5 | 11,5 | 9,7  | 8,9  | 8,9  | 10,4 | 11,8 | 13,1 |

## Галерея

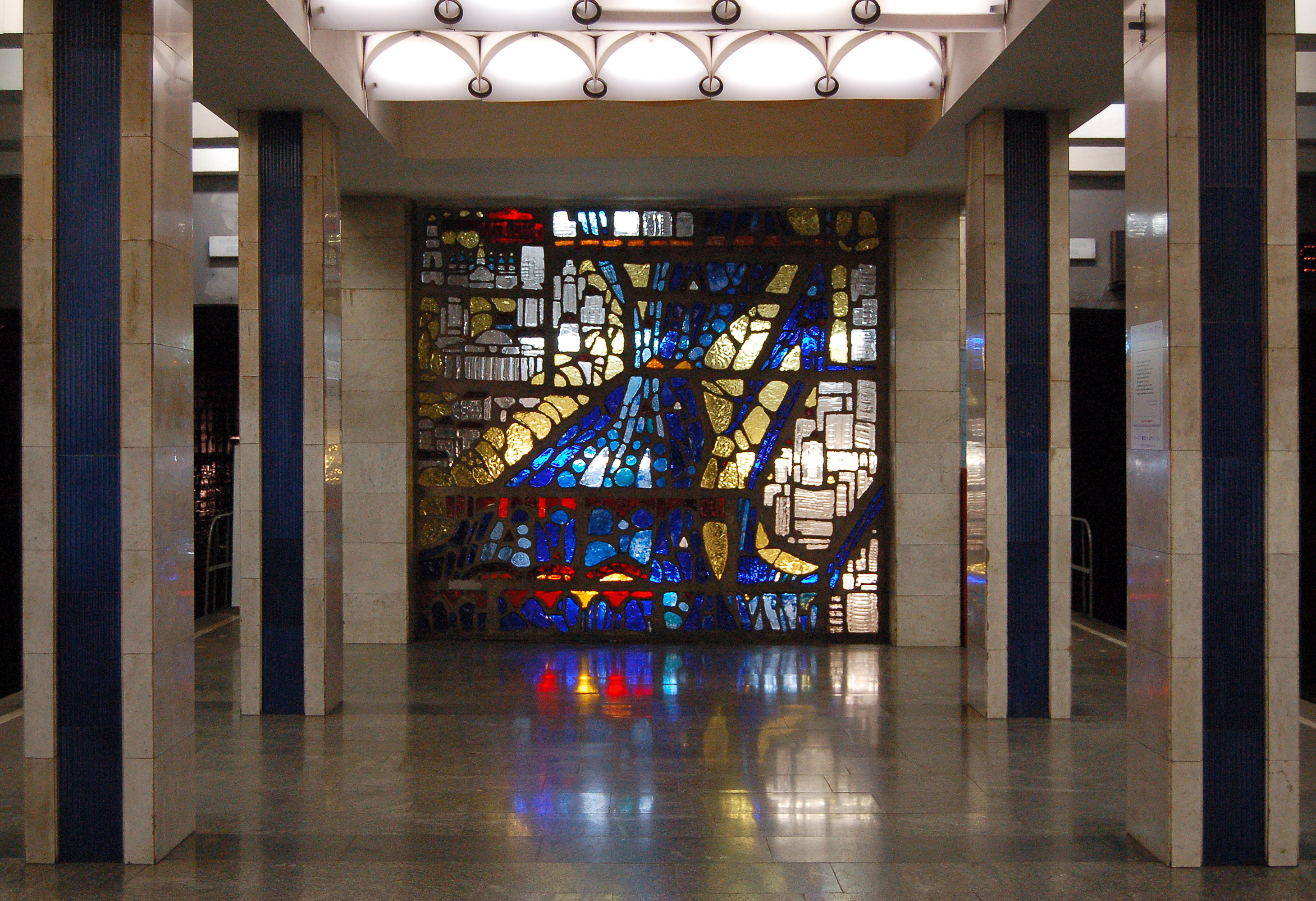
Вітраж у торці платформи
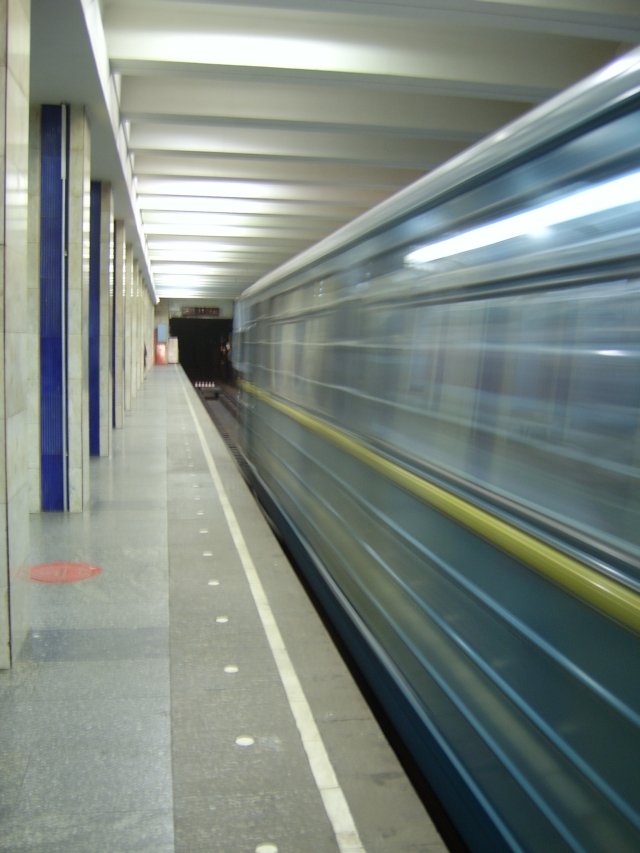
Посадкова платформа
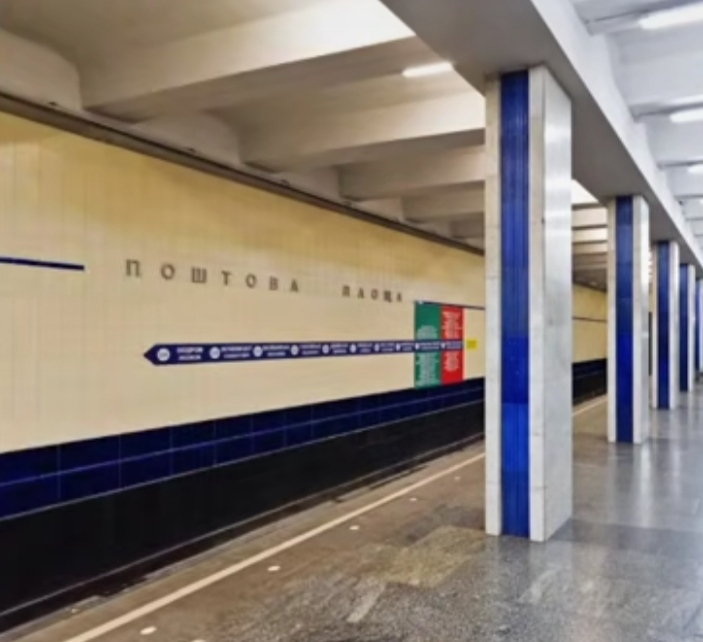
Назва станції на колійній стіні
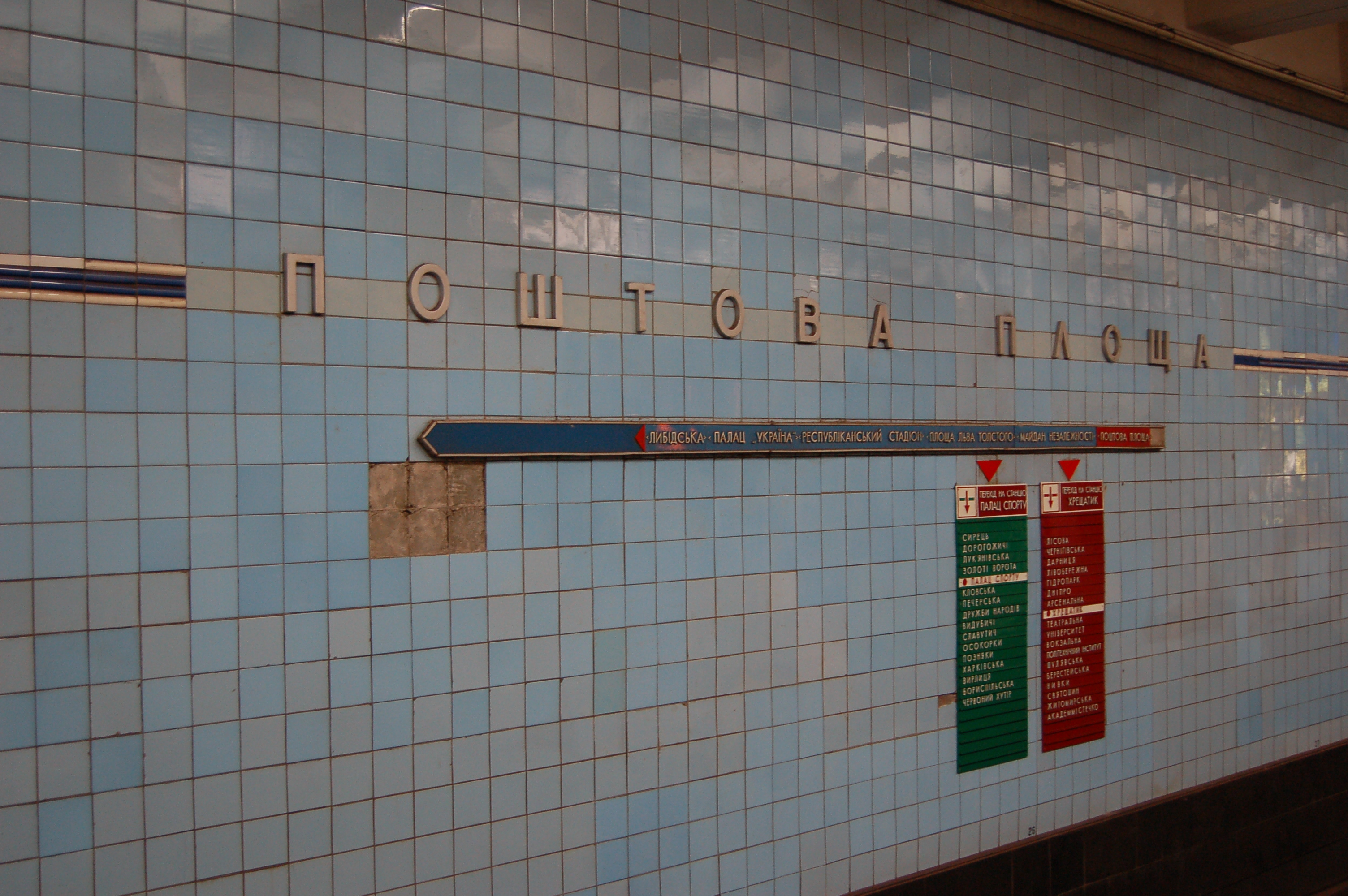
Колійна стіна до реконструкції
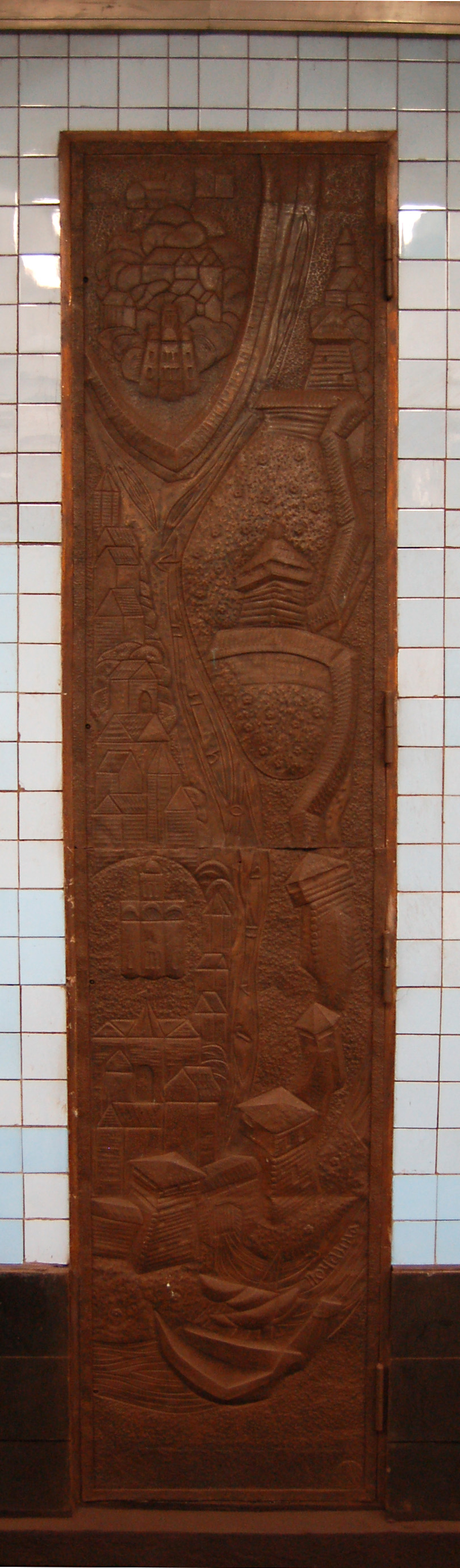
Дверцята на колійній стіні, перша колія
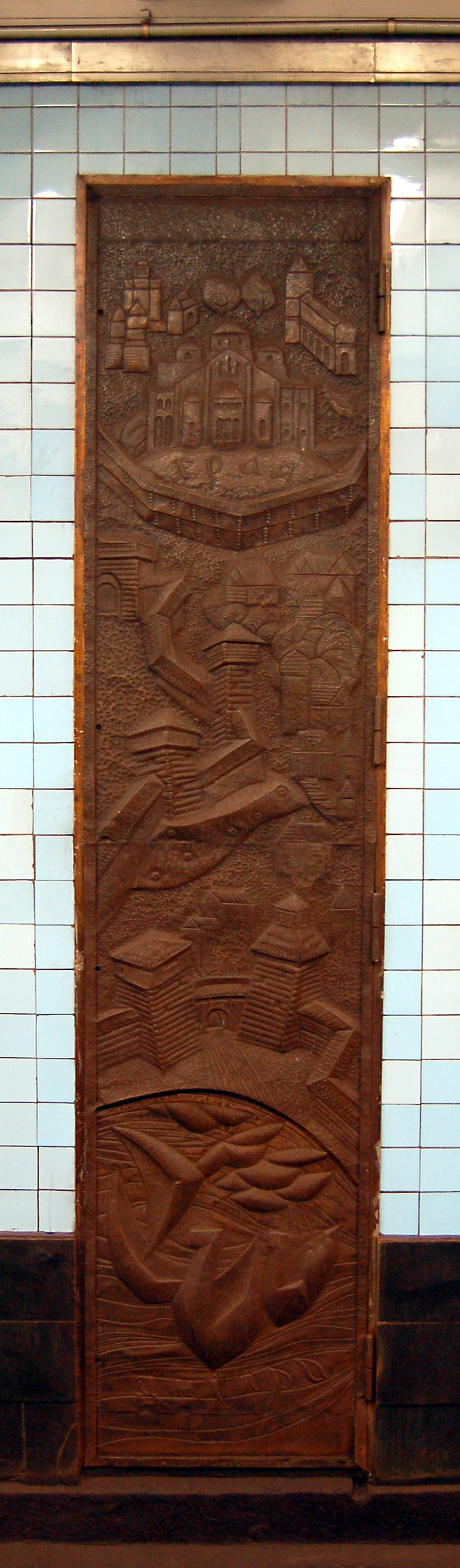
Дверцята на колійній стіні, друга колія
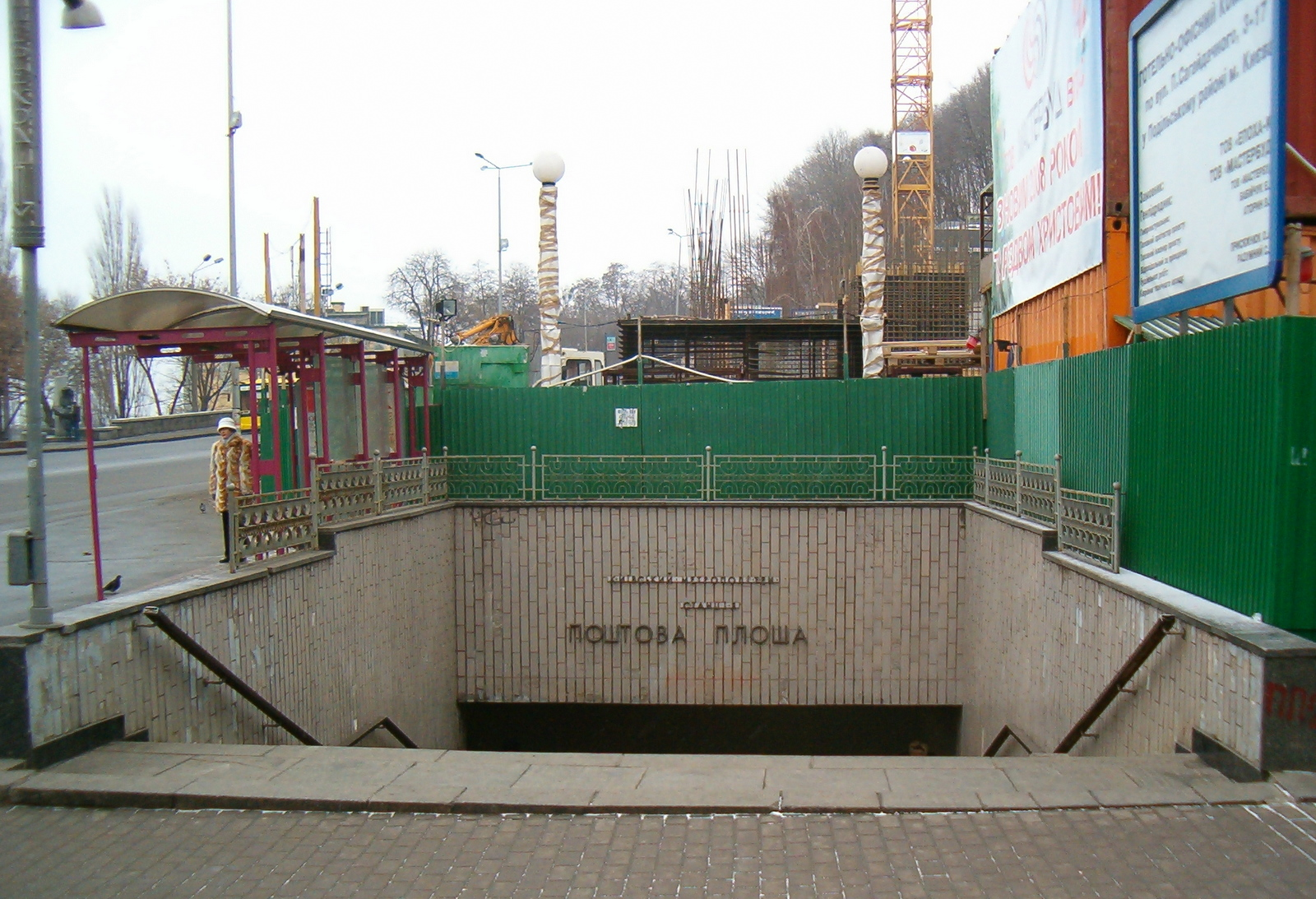
Вхід до станції з Поштової площі
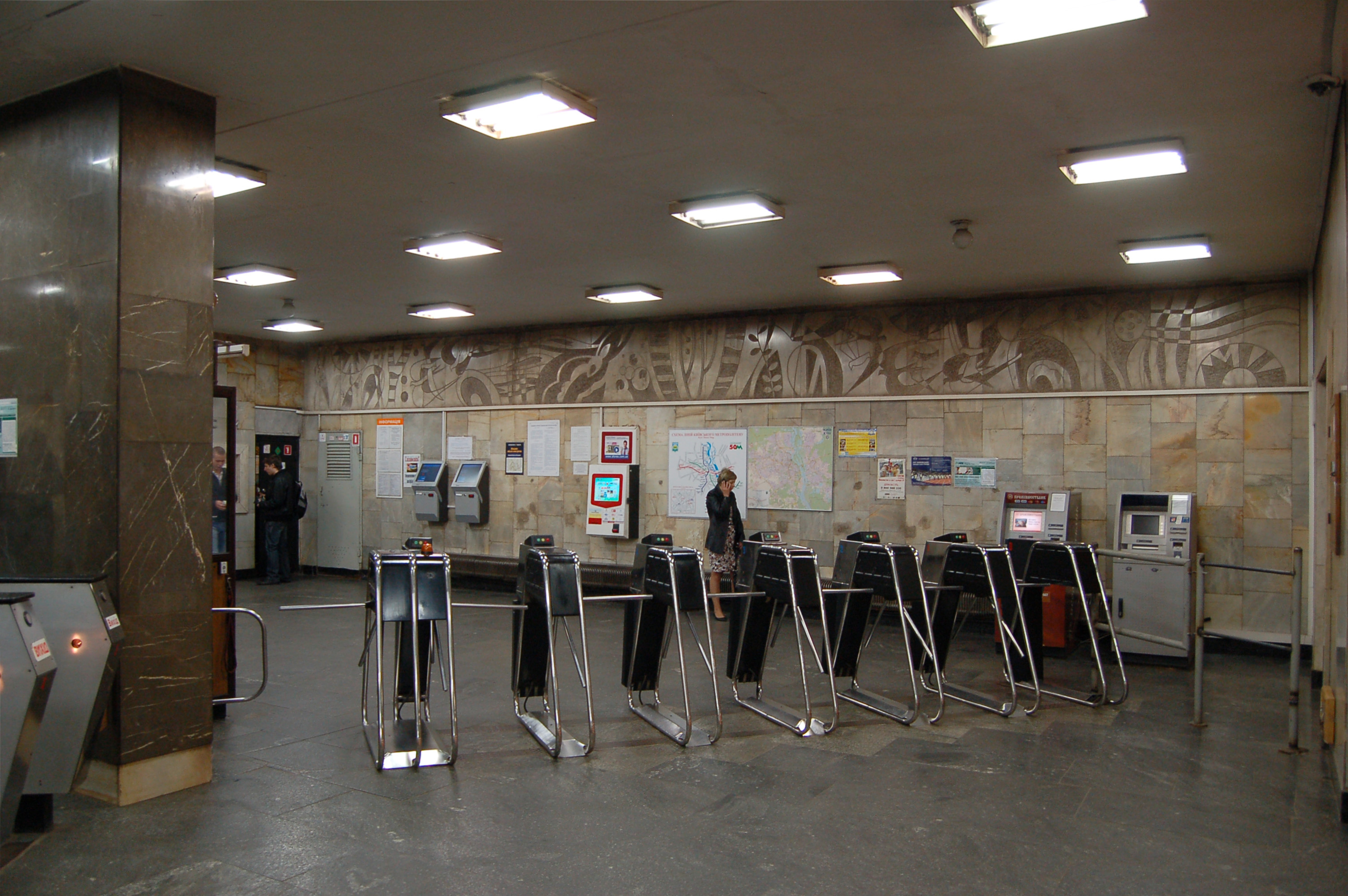
Касовий зал
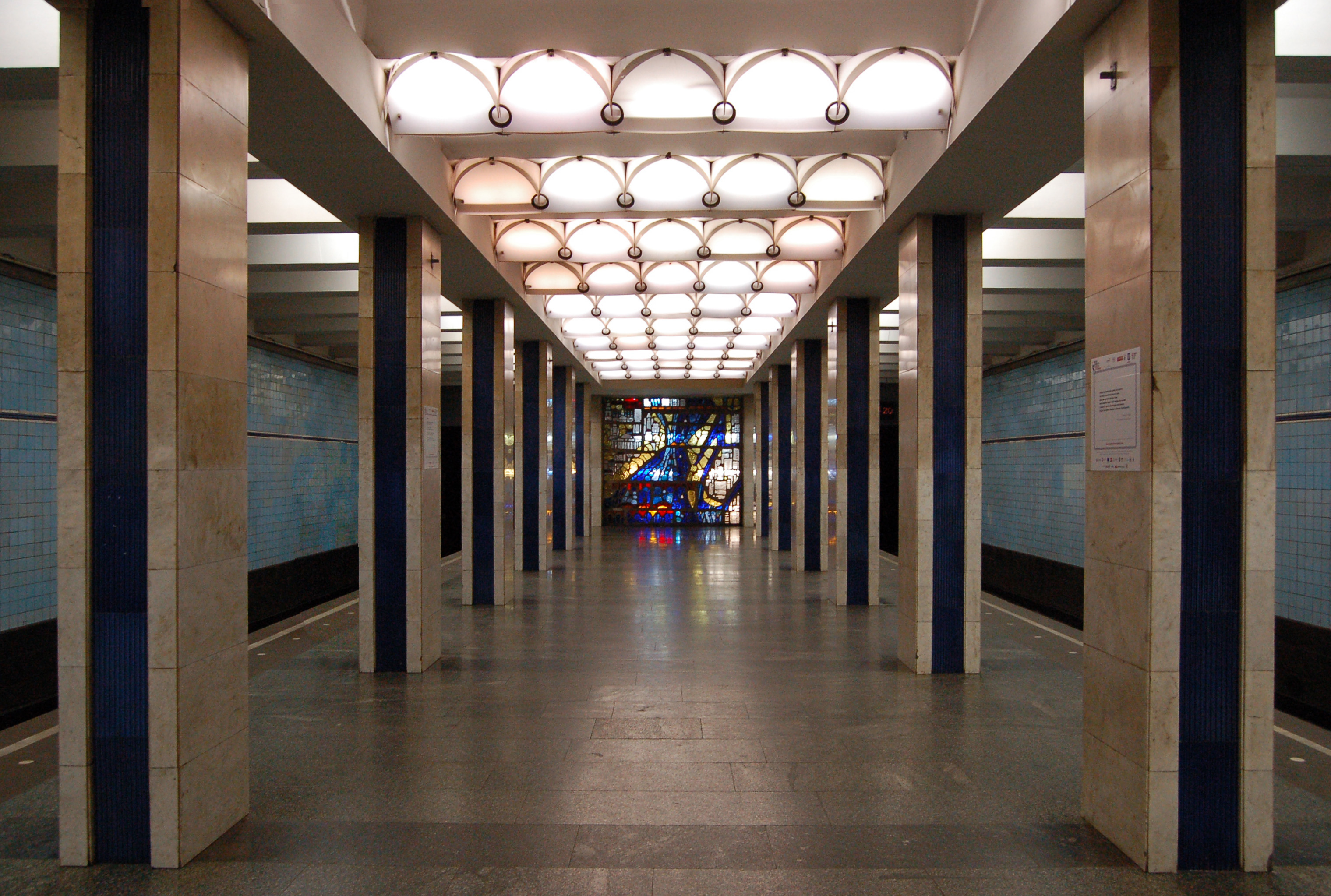
Платформа, 2011 рік